# Die Allergie
Die Allergie (em alemão A alergia) é uma banda de Neue Deutsche Härte e metal industrial da Alemanha. Foi fundada em 1993 e suas letras falam de estupro, necrofilia, dependência química e/ou seitas.

## Discografia
- Psalm in Blei (1995, EMI)
- Dunkelgraue Lieder Für Das Nächste Jahrtausend (1999, Last Episode)
- Virus III (2000, Last Episode)